# Musikjahr 1521
Liste der Musikjahre

◄◄ | ◄ | 1517 | 1518 | 1519 | 1520 | Musikjahr 1521 | 1522 | 1523 | 1524 | 1525 | ► | ►►

Weitere Ereignisse
Dieser Artikel behandelt das Musikjahr 1521.

## Ereignisse
- Bonifacius Amerbach, der zuvor in Basel und Freiburg im Breisgau studiert hatte, beendet von 1519 bis 1525 seine Ausbildung an der Universität Avignon, wo er Schüler von Andreas Alciatus ist. Sein Studium wird er mit einer Promotion zum Doktor beider Rechte abschließen. In dem von ihm niedergeschriebenen Codex Amerbach befinden sich auch einige 1520/21 in Avignon verfasste Lautentabulaturen.
- Martin Agricola ist Musiklehrer in Magdeburg.
- Jakob Arcadelt ist von 1516 bis 1524 Chorknabe („vicariot“) unter den Chorleitern Lambert Masson und Charles de Niquet an der Kollegiatkirche St. Aubain seiner Heimatstadt Namur.
- Pietro Aron, der seit 1516 Priester in Imola ist, arbeitet von 1520 bis Juni 1522 dort als Sänger an der Kathedrale und gibt in der Stadt Musikunterricht.
- Hans Buchner ist Domorganist am Münster zu Unserer Lieben Frau in Konstanz. 1521 wird eine neue Orgel, deren Bau das Domkapitel des Konstanzer Münsters 1515 beschlossen hat, fertiggestellt. Buchner hat bei der Auftragsvergabe und beim Bau des Instruments als Berater erheblich mitgewirkt.
- Marco Cara steht seit 1495 und bis 1525 als Lautenvirtuose im Dienst der Familie Gonzaga in Mantua, die zu seiner Zeit Künstler aller Richtungen fördert.
- Carpentras, der Kapellmeister der päpstlichen Kapelle in Rom unter dem Medici-Papst Leo X. ist, flieht nach dem Tod des Papstes von Rom nach Avignon. Der neue Papst Hadrian VI. ist an Musik desinteressiert, wenn ihr nicht sogar feindlich gegenüber gesinnt, und viele Musiker wählen die „Abstimmung mit den Füßen“.
- Marco Antonio Cavazzoni wirkt zwischen 1517 und 1524 in Venedig als Sänger am Markusdom und Organist an Santo Stefano. 1520–1521 hält er sich im Vatikan auf, um vor Papst Leo X. aufzutreten.
- Nicolas Champion ist als Kanoniker-Kantor in Lier Nachfolger des verstorbenen Kantors Nicolas de Leesmeester. Er bleibt weiterhin zeitweilig im Dienst der Hofkapelle Karls V.
- Wolfgang Dachstein, der in den Konvent der Dominikaner in Straßburg eingetreten ist, wird 1521 Organist an der Straßburger Thomaskirche.
- Josquin Desprez ist seit 1504 Propst an seiner früheren Wirkungsstätte Condé-sur-l’Escaut. Er wird als monsieur le prevost messire Josse des pres bezeichnet. Die Stellung ist für den ehemaligen Kapellmeister nicht nur wegen seines dortigen Haus- und Grundbesitzes attraktiv, sondern noch mehr wegen der guten Personalausstattung der Kirche und der Qualität der dortigen Musikausübung, die nur noch von der Kathedrale in Cambrai und von Saint-Vincent in Soignies übertroffen wird. Der Propst hat hier (nach einer Aufstellung aus dem Jahr 1523) die weltliche Macht im Kirchensprengel inne und ist der Vorgesetzte des Dekans, des Schatzmeisters, von 25 Kanonikern, 18 Kaplänen, 16 Vikaren und sechs Chorknaben, dazu einigen Priestern ohne Pfründe; in den aufwändig gestalteten Gottesdiensten wirkt in der Regel ein Chor aus den Vikaren und Chorknaben mit, so dass bis zu 22 musikgeübte Stimmen zur Verfügung stehen und bis zu sechsstimmige Werke aufgeführt werden können. In dieser Stellung wirkt Josquin Desprez 17 Jahre lang bis zu seinem Tod am 27. August 1521.
- Sixt Dietrich ist in Konstanz Diakon und Lehrer der Chorknaben in Musik und Latein.
- Antonius Divitis ist Sänger der Hofkapelle des französischen Königs Franz I.
- Pedro de Escobar steht in Portugal im Dienste des Monarchen Manuel I. (Portugal). Er ist Lehrer der Knaben an der Kapelle seines Sohnes Alfonso.
- Costanzo Festa, der möglicherweise bei Jean Mouton in Paris studiert hat, ist seit 1517 päpstlicher Kapellsänger in Rom und wird später Leiter dieses Chores.
- Georg Forster kommt 1521 als Jugendlicher an die Heidelberger Kantorei von Kurfürst Ludwig X., welche unter Leitung des Kapellmeisters und Komponisten Lorenz Lemlin steht. Er erhält dort eine gründliche musikalische Ausbildung. Zu seinen Mitschülern gehören unter anderen Caspar Othmayr, Jobst von Brandt und Stefan Zirler, was zu einer lebenslangen Freundschaft mit diesen Komponisten führt.
- Franchinus Gaffurius ist Kapellmeister am Dom zu Mailand.
- Johannes Galliculus wirkt – wie aus den Veröffentlichungen des Leipziger Humanisten Christoph Hegendorf hervorgeht – um das Jahr 1520 und danach als Musiker in Leipzig.
- Heinrich Glarean hält sich während seiner Studienzeit von 1517 bis 1522 in Paris auf und lernt dort auch Jean Mouton kennen.
- Lupus Hellinck, der im Herbst 1519 nach Brügge zurückgekehrt ist, wirkt zunächst als Priester und Chormitglied von St. Donatian. Im Jahr 1521 erhält er den Posten eines Succentors an der Liebfrauenkirche in Brügge.
- Nikolaus Herman ist Kantor und Lehrer an der Lateinschule in St. Joachimsthal.
- Hans Kugelmann ist seit 1518 in der Hofkapelle Kaiser Maximilians I. angestellt. Hier bleibt er vermutlich bis 1523.
- Erasmus Lapicida, der bis etwa 1520 Sänger und Komponist religiöser Lieder an der Hofkapelle des Pfälzer Kurfürsten Ludwigs V. (Regierungszeit 1508–1544) in Heidelberg war, wird etwa um das Jahr 1521 vom Habsburger Erzherzog Ferdinand I. (Regierungszeit als Erzherzog 1521–1531) am Schottenkloster in Wien eine Präbende verliehen; dort bleibt Lapicida die 26 restlichen Jahre seines Lebens.
- Jacotin Le Bel ist als Kapellmeister an der Kirche San Luigi dei Francesi in Rom tätig.
- Georg Liban hält Vorlesungen an der Universität Krakau und ist von etwa 1506 bis 1528 an der Schule der Marienkirche als Kantor, seit 1514 als Rektor tätig. Er unterrichtet lateinische Prosodie, Griechisch und Musik.
- Johannes Lupi, der Chorknabe an der Kathedrale Notre-Dame in seiner Heimatstadt Cambrai ist, wird nach dem 1521 eintretenden Stimmbruch vom Cambraier Domkapitel auf eine örtliche Vorzugsschule („Collège des bons enfants“) geschickt.
- Jean l’Héritier ist für Papst Leo X. in Rom tätig. In den Jahren 1521 und 1522 ist er maestro di cappella an San Luigi dei Francesi, der französischen Kirche in Rom.
- Francesco Canova da Milano arbeitet für Papst Leo X. in Rom.
- Jean Mouton ist wahrscheinlich – wie Antonius Divitis – Mitglied der Hofkapelle von König Franz I. von Frankreich.
- Anton Musa, der 1517 in Erfurt zum Magister artium promoviert wurde, wird am 11. Mai 1521 auf die Pfarrstelle an der Moritzkirche in Taucha berufen.
- Marbrianus de Orto ist premier chapelain der Hofkapelle von Kaiser Karl V.
- Francisco de Peñalosa, der Mitglied der königlichen spanischen Kapelle war, ist seit Spätsommer 1517 Sänger an der päpstlichen Kapelle von Papst Leo X. in Rom. Peñalosa übt dieses Amt mindestens bis zum Tode Leos X. im Jahr 1521 aus; anderen Quellen zufolge sogar bis 1523.
- Matteo Rampollini ist seit 1520 Nachfolger von Bernardo Pisano als Leiter des Knabenchores an der Kathedrale Santa Maria del Fiore in Florenz.
- Arnolt Schlick sendet 1521 noch eigene Kompositionen an Bernhard von Cles, Fürstbischof von Trient (später Kardinal), danach weiß man nichts mehr über ihn.
- Ludwig Senfl tritt auf dem Reichstag 1521 in Worms in Erscheinung.
- Claudin de Sermisy wirkt als Geistlicher in der Diözese Noyon und – wie Antonius Divitis und Jean Mouton – als Mitglied der Hofkapelle von König Franz I. von Frankreich.
- Francisco Tovar, der 1518 nach Andalusien gegangen ist und Sänger an der Kathedrale von Granada wurde, wird 1521 dort Kapellmeister.
- Adrian Willaert ist Mitglied der Hofkapelle des Herzogs von Ferrara, Alfonso I. d’Este.

## Vokalwerke

### Geistlich
- Andrea Antico (Hrsg.)
  - Missarum, Buch 1: Noten und Audiodateien im International Music Score Library Project
  - Motetti et carmina gallica: Noten und Audiodateien im International Music Score Library Project
  - Motetti, Buch 1: Noten und Audiodateien im International Music Score Library Project
  - Motetti, Buch 2: Noten und Audiodateien im International Music Score Library Project
  - Motetti, Buch 4: Noten und Audiodateien im International Music Score Library Project
- Nicolas Champion – Motette De profundis clamavi: Noten und Audiodateien im International Music Score Library Project
- Jean Mouton
  - Missa Tua est potentia zu vier Stimmen, 1521 und 1532, über die gleichnamige Antiphonmelodie
  - Missa Verbum bonum zu vier Stimmen, 1521, Parodiemesse über die gleichnamige Motette von Pierquin de Thérache
  - Motette In illo tempore Maria Magdalene: Noten und Audiodateien im International Music Score Library Project

### Weltlich
- Michele Pesenti – Alma gentil se in voi fusse: Noten und Audiodateien im International Music Score Library Project
- Eustachio Romano – Musica duorum: Noten und Audiodateien im International Music Score Library Project

## Musiktheoretische Schriften
- Giovanni Spataro – Errori de Franchino Gafurio

## Geboren

### Geburtsdatum gesichert
- 06. Februar: Sebastian Ochsenkun, deutscher Lautenist und Komponist († 1574)

### Genaues Geburtsdatum unbekannt
- Philippe de Monte, franko-flämischer Komponist, Sänger und Kapellmeister († 1603)

## Gestorben

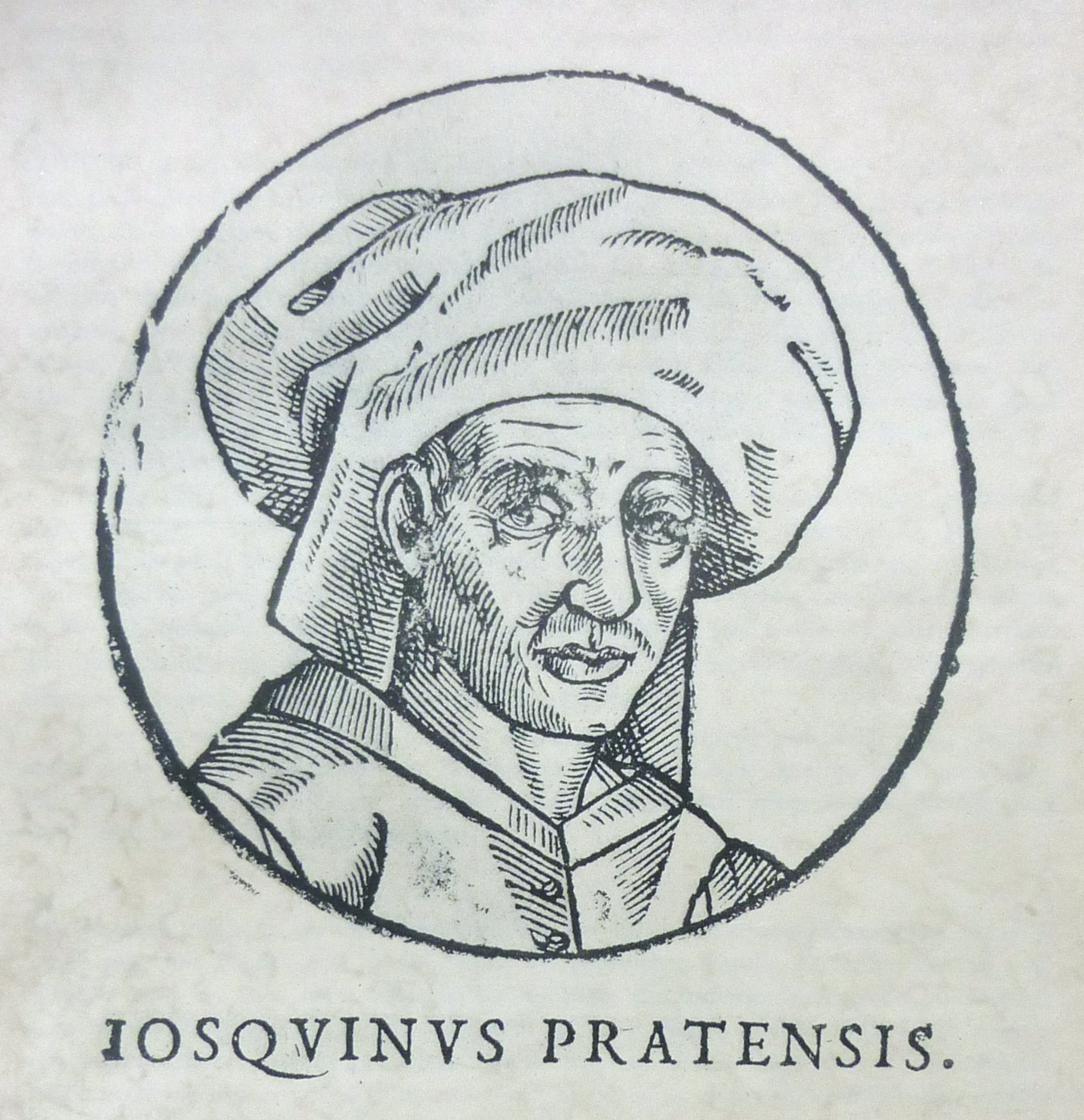
Josquin Desprez; † 27. August

### Todesdatum gesichert
- 14. Juli: Hans II. Glockengießer, deutscher Glockengießer (* um 1444)
- 27. August: Josquin Desprez, Komponist und Sänger (* um 1450 oder 1455)
- 24. Oktober: Robert Fayrfax, englischer Musiker und Komponist (getauft 1464)

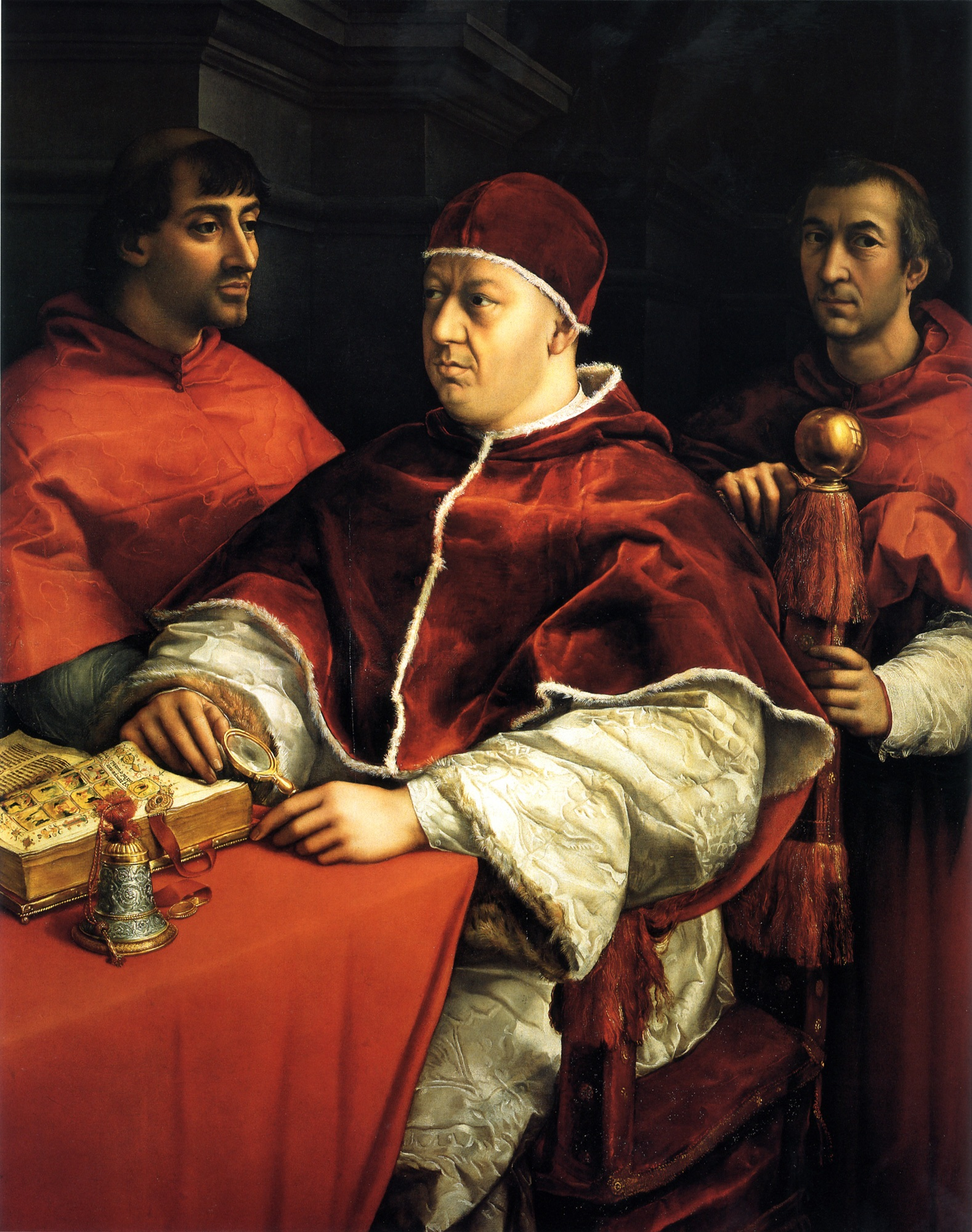
Leo X.; † 1. Dezember

- 01. Dezember: Giovanni de’ Medici, Florentiner Patrizier, unter dem Namen Leo X. Papst und Musikliebhaber (* 1475)
- 04. Dezember: Conrad Gerle, deutsche Lautenmacher (* um 1440)

### Genaues Todesdatum unbekannt
- Pantlion Sydler, deutscher Glocken- und Stückgießer (* um 1460)

### Gestorben nach 1521
- Antoine Bruhier, französischer Komponist (* unbekannt)
- Arnolt Schlick, Organist, Komponist und Orgelsachverständiger (* vor 1460)